# ساهاک پارتو
ساهاک پارتِو یا ایساک پارتِو (به ارمنی Սահակ Պարթև - به انگلیسی Sahak-i Parthaw)، (زاده ۲۹ سپتامبر ۳۴۸ میلادی، در ماژاک، ارمنستان بزرگ - وفات ۷ سپتامبر ۴۳۹ میلادی در ارمنستان بزرگ، ایالت آیرارات استان باگرواند)، دهمین رهبر کلیسای حواری ارمنی و آخرین شخص از تبار گریگور مقدس است.

## زندگی
ساهاک، پسر نِرسِس مقدس، در سال ۳۴۸ میلادی در شهر ماژاک به دنیا آمد. وی پس از مرگ زودهنگام مادر، و سفر پدر برای تحصیل او زیردست پدربزرگش پرورش یافت. ساهاک سال‌ها در ماژاک، اسکندریه و قسطنطنیه دانش آموخت. او به زبان‌های ارمنی، یونانی، سریانی و پارسی مسلط بود و پس از آسپوراکس مانازگردی، به رهبری دینی ارمنستان برگزیده شد.

با کوشش ساهاک، اردشیر دوم (ساسانی)، «هامازاسپ مامیکونیان»، را به مقام سپاهبدی ارمنستان برگزید، مدت ۲۵ سال، ارمنستان در آرامش به سر برد. در این دوره ساهاک، به همراه مسروپ ماشتوتس، به کار فرهنگی همت گماردند. مسروپ مقدس در سال‌های ۴۰۵–۴۰۶ میلادی الفبای زبان ارمنی را ابداع کرد. ساهاک در این کار به مسروپ همواره کمک فکری می‌کرد. سپس به ترجمه کتاب مقدس به زبان ارمنی پرداخت. به نوشته غازار پاربتسی: 
«جمله کاهنان خاک اَرمَن با ماشتوتس نیکمرد و ناخارارها و سرکردگان بزرگ ارمنی، نزد بهرام شاپور، شاه ارمنستان، گرد آمدند و به همراه پادشاه از ساهاک به التماس خواستند همت بر این کار معنوی بگمارد و انجیل مقدس را از زبان یونانی به ارمنی برگرداند.»
به فرمان ساهاک پارتِو، آموزش به زبان‌های غیرارمنی ممنوع شد و در همه شهرهای ارمنستان، آموزش به زبان ارمنی آغاز شد. در سال ۴۳۹ میلادی، زمانی که یزدگرد دوم قصد جنگ با روم را داشت، ساهاک، وساطت کرد و کوشید تا از بروز این جنگ، که بایستی در خاک ارمنستان صورت می‌گرفت، جلوگیری کند. اما در میانهٔ راه، در روستای «بلور» درگذشت. پیکر او را به تارون بردند و در آشتیشات به خاک سپردند. ساهاک مقدس پنجاه سال رهبر دینی ارمنیان بود.

## ارمنستان در دوران ساهاک پارتِو
حکومت ارمنی در بخش رومیان سرنوشت غمباری داشت؛ بعد از درگذشت آرشاک سوم بهانه‌ای به دست قیصر افتاد تا حکومت ارمنیان را برچیند و آن بخش را ضمیمهٔ خاک خود کند. بدین سان در سال ۳۹۰ میلادی این بخش از ارمنستان به قلمرو روم ملحق شد. در روزگار بهرام چهارم، خسرو چهارم شاه ارمنستان از تخت پادشاهی برافتاد، زیرا به نوشته دانشنامه ارمنی، او می‌کوشید دو بخش شرقی و غربی ارمنستان را یکپارچه سازد، اما طرح وی عملی نگشت و در ۳۸۹ میلادی به تیسفون خوانده و در «دژ آنهوش» زندانی شد. با زندانی شدن خسرو، بزرگان ارمنستان نزد شاه رفتند و از وی درخواستند که برادر خسرو به نام ورام شاپوه (بهرام شاپور) را به پادشاهی ارمنستان بگمارد. شاه درخواست آنان را پذیرفت و ورام شاپوه را پادشاه بخش ایرانی ارمنستان کرد. ورام شاپوه مدت بیست و پنج سال در آرامش پادشاهی و با هر دو دولت ایران و روم روابطی دوستانه برقرار کرد. به نوشتهٔ پاسدرماجیان ارمنستان برای آخرین بار دوران عظمت خود را در زمان پادشاهی ورام شاپوه بازیافت. در همین دوران آرام بود که ارمنستان شاهد بزرگ‌ترین رویداد فرهنگی خود شد. این رویداد همانا ابداع الفبای ارمنی در سال ۴۰۵ میلادی است، که با کوشش مسروب ماشتوتس و پشتیبانی ساهاک پارتو، رهبر دینی ارمنستان، صورت گرفت.
ورام شاپوه پادشاه ارمنستان، در سال ۴۱۴ میلادی درگذشت. بعد از آن بنا به خواهش ارمنیان بار دیگر خسرو برادر ورام شاپوه، که در زندان بود، آزاد و به فرمان یزدگرد یکم پادشاه ارمنستان شد. اما درد و سختی زندان او را چنان از پای انداخته بود که تنها هشت ماه پادشاهی کرد و در سال ۴۱۵ میلادی درگذشت. پس از مرگ خسرو، یزدگرد با گماردن پادشاهی از دودمان اشکانیانِ ارمنی مخالفت کرد. آراکل باباخانیان معروف به لئو تاریخ‌شناس ارمنی، می‌نویسد:
«یزدگرد در سال‌های پایانی پادشاهی اش دریافت که رویدادهای ارمنستان و مسیری که آنها برگزیده‌اند روز به روز بر جدایی و دوری ارمنستان از ایران ساسانی می‌افزاید. پس سیاست خود را تغییر داد و پس از مرگ خسرو، پادشاه ارمنستان، از گماردن پادشاهی ارمنی بر آن دیار خودداری کرد.»
 و پسرش، شاپور چهارم را بر تخت پادشاهی ارمنستان نشاند. ارمنیان از وی ناخرسند بودند و او را به عنوان پادشاه نمی‌پذیرفتند. در سال‌های پایانی حکومت یزدگرد تعقیب و آزار مسیحیان شدت یافت.

با درگذشت یزدگرد یکم پسرش شاپور، که شاه ارمنستان بود، شتابان به تیسفون رفت تا بر تخت پادشاهی ایران بنشیند، اما به دست بزرگان دربار کشته شد. پس از یزدگرد، پسرش بهرام پنجم، معروف به بهرام گور در سال ۴۲۰ میلادی شاه ایران شد. در روزگار او، بار دیگر میان ایران و روم جنگ درگرفت. اما پس از درگیری‌هایی پراکنده، قیصر تئودوسیوس دوم، مذاکرات صلح را آغاز کرد. بهرام گور سیاستی ملایم و مهرآمیز با ارمنیان در پیش گرفت و برخلاف پدرش اجازه داد تا ارمنیان پادشاه اشکانی خود را داشته باشند و همهٔ شورشیان را عفو کرد. او کوشید نارضایتی پایدار در ارمنستان را با نشاندن یک اشکانی یعنی آرتاشس چهارم، پسر ورام شاپوه، بر تخت این سرزمین فرو خواباند. این آرتاشس بر خلاف پدرش، ورام شاپوه، که پادشاهی فرهیخته و ادب پرور بود، نوجوانی نادان و زن باره بود که زندگی اش را با هوسرانی سپری می‌کرد. ریچارد فرای می‌نویسد: 
«پس از شش یا هفت سال بزرگان ارمنی از پادشاه خسته و بیزار شدند و از بهرام درخواستند که آرتاشس را از تخت شاهی برکنار دارد. بهرام این خواسته را اجابت کرد و در سال ۴۲۸ میلادی حاکمی ایرانی را به جای او گماشت.»
 و از این تاریخ پادشاهی دودمان اشکانیان ارمنی پایان یافت.